# Vedmedivka, Mîronivka
Vedmedivka (în ucraineană Ведмедівка) este un sat în comuna Hrușiv din raionul Mîronivka, regiunea Kiev, Ucraina.

## Demografie
Componența lingvistică a localității Vedmedivka
     Ucraineană (97,17%)
     Rusă (2,47%)
     Alte limbi (0,35%)
Conform recensământului din 2001, majoritatea populației localității Vedmedivka era vorbitoare de ucraineană (97,17%), existând în minoritate și vorbitori de rusă (2,47%).